# Warren Kole

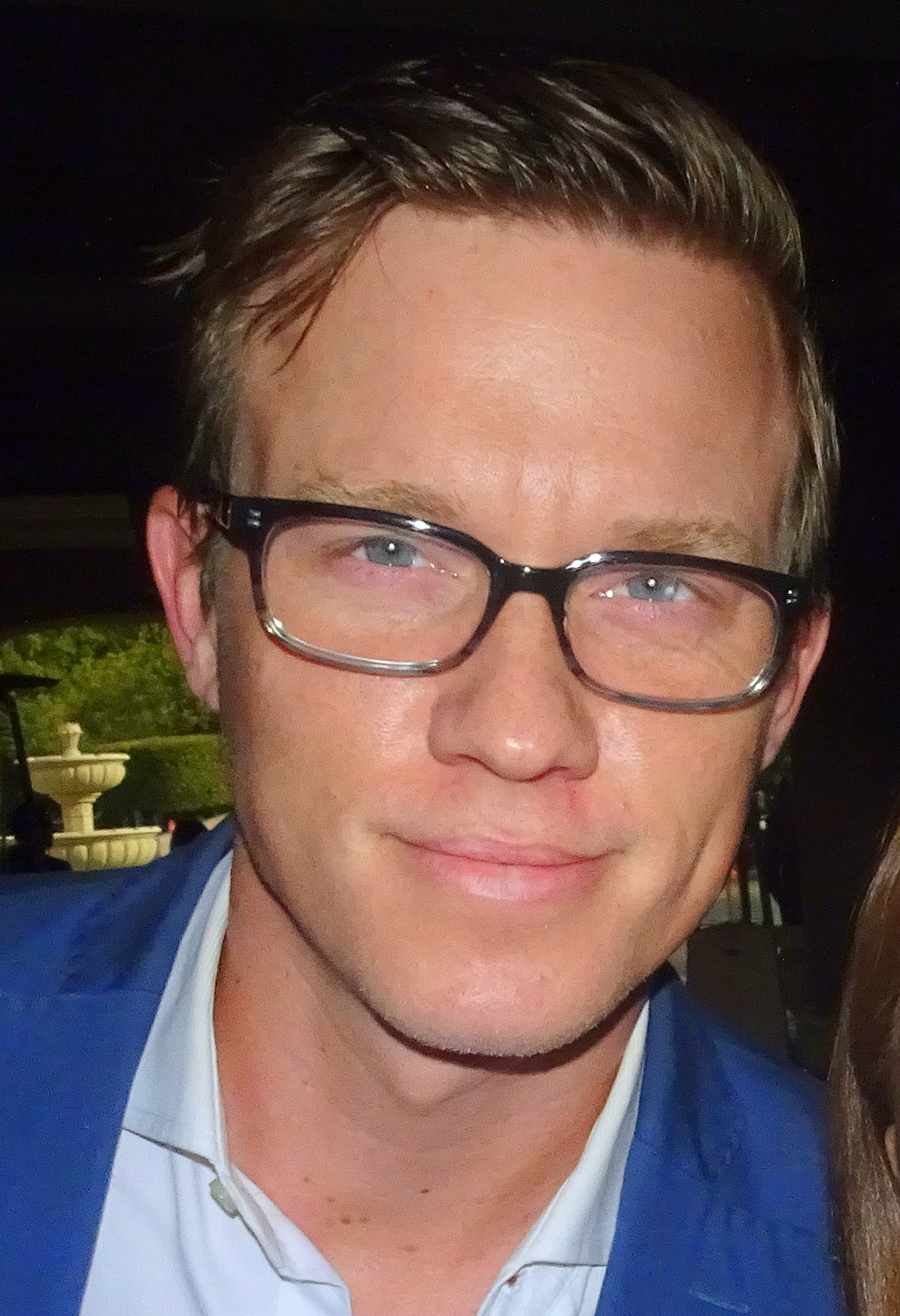
Warren Kole (2015)

Warren Kole (* 23. September 1977 in San Antonio, Texas als Warren David Blosjo Jr.) ist ein US-amerikanischer Schauspieler.

## Leben und Karriere
Warren Kole wurde in San Antonio geboren, wuchs aber größtenteils in der Umgebung von Washington, D.C. auf. Er studierte Schauspiel an der Boston University in Massachusetts, wo er begann, bei lokalen Theaterproduktionen mitzuwirken.
Sein Filmdebüt gab Kole 2004 in Lovesong for Bobby Long an der Seite von John Travolta und Scarlett Johansson. 2012 war er in der US-amerikanischen Comedy-Krimi-Fernsehserie Common Law als Detective Wesley „Wes“ Mitchell zu sehen. Vor seiner Rolle bei Common Law hatte er verschiedene wiederkehrende Rollen, unter anderem in Rizzoli & Isles und in den Fox-Serien The Chicago Code, 24 und Mental. Einen weiteren Gastauftritt hatte er 2005 in der TNT-Produktion Into the West – In den Westen. 2013 verkörperte Kole für sechs Folgen die Rolle des Tim „Roderick“ Nelson, einen wichtigen Anhängers Joe Carrolls, in der Fox-Serie The Following.
2016 porträtierte Kole per Motion Capturing den Hauptantagonisten Rafe Adler in dem Videospiel Uncharted 4: A Thief’s End.

## Filmografie (Auswahl)

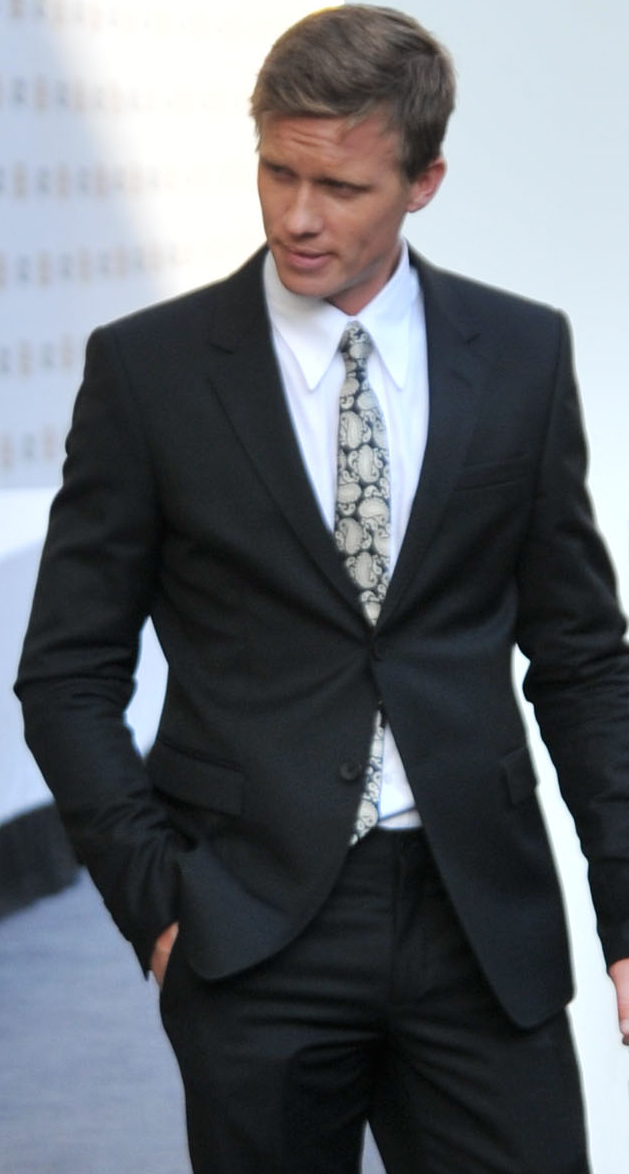
Warren Kole (2012)

- 2004: Third Watch – Einsatz am Limit (Third Watch, Fernsehserie, Folge 5x11)
- 2004: Lovesong for Bobby Long
- 2005: Law & Order: Trial by Jury (Fernsehserie, Folge 1x04)
- 2005: Into the West – In den Westen (Into the West, Fernsehserie, 2 Folgen)
- 2006: Masters of Horror (Fernsehserie, Folge 1x11)
- 2007: Medium – Nichts bleibt verborgen (Medium, Fernsehserie, Folge 3x18)
- 2008: CSI: Miami (Fernsehserie, Folge 6x14)
- 2009: 24 (Fernsehserie, 7 Folgen)
- 2009: Mental (Fernsehserie, 5 Folgen)
- 2009: Cold Case – Kein Opfer ist je vergessen (Cold Case, Fernsehserie, Folge 7x02)
- 2009: Navy CIS: L.A. (NCIS: Los Angeles, Fernsehserie, Folge 1x03)
- 2010: Rizzoli & Isles (Fernsehserie, Folge 1x05)
- 2010: Mother’s Day – Mutter ist wieder da (Mother’s Day)
- 2011: The Chicago Code (Fernsehserie, 5 Folgen)
- 2012: Marvel’s The Avengers (The Avengers)
- 2012: Common Law (Fernsehserie, 12 Folgen)
- 2013: The Following (Fernsehserie, 6 Folgen)
- 2013: White Collar (Fernsehserie, 2 Folgen)
- 2013: Person of Interest (Fernsehserie, Folge 3x03)
- 2014–2015: Stalker (Fernsehserie, 5 Folgen)
- 2016–2018: Shades of Blue (Fernsehserie, 34 Folgen)
- seit 2021: Yellowjackets (Fernsehserie)